# 능내역
능내역(陵內驛)은 경기도 남양주시 조안면에 위치한 중앙선의 신호장이었다.
2008년 12월 29일에 중앙선 광역전철의 운행구간이 국수역까지 연장되면서 선로가 이설되며 폐역되었다.
이 역을 대신하여 3.5km 떨어진 곳에 운길산역이 신설되었다. 현재 능내역사는 건물을 리모델링하여 관광용 및 쉼터로 사용 중이며, 원래 2면 2선이었으나, 1선은 자전거도로가 되었다 1선이 사라진 이후 승강장이 철거되며 0면 1선이 되었다. 2011년까지는 공식 폐지됐음에도 일부만 선로가 도로가 되었고, 거의 대부분의 시설이 방치되었던 것이 확인되었다.

## 역사
- 1956년 5월 1일: 무배치간이역으로 영업 개시(청량리역 기점 28.7km)
- 1967년 9월 16일: 현 역사 준공
- 1967년 11월 25일: 보통역으로 승격[1]
- 1993년 11월 15일: 배치간이역으로 격하
- 2001년 9월 8일: 신호장으로 격하
- 2005년 4월 1일: 역무원 철수로 역 폐쇄
- 2007년 6월 1일: 여객 취급 중지
- 2008년 11월 28일: 중앙선 팔당 - 양수 구간 이설로 영업 종료
- 2008년 12월 29일: 수도권 전철 중앙선 팔당역 - 국수역 구간 개통으로 공식 폐지

## 역 주변
- 마현 다산마을
- 팔당댐
- 봉주르